# John Hill (piłkarz)
John Hill (ur. 7 stycznia 1950 w Wielkiej Brytanii) – nowozelandzki piłkarz, reprezentant kraju.
Karierę reprezentacyjną rozpoczął w 1980. W 1982 został powołany przez trenera Johna Adsheada na Mistrzostwa Świata 1982, gdzie reprezentacja Nowej Zelandii odpadła w fazie grupowej. Karierę zakończył w 1982, a w reprezentacji zagrał w 17 spotkaniach.